# Csillagászok listája
A csillagász a csillagászattal foglalkozó szakember, vagy annak amatőr művelője. Utóbbi esetben amatőrcsillagászról beszélünk.

## Híres csillagászok

### Magyar csillagászok
Az alábbi lista nem teljes, a magyar csillagászok teljesebb listáját a magyar csillagászok listája mutatja.

| Név                  | Él(t)                                                           | Megjegyzés                                       |
| -------------------- | --------------------------------------------------------------- | ------------------------------------------------ |
| Oláh Miklós          | 1493. január 10. – 1568. június 14.                             |                                                  |
| Honterus János       | 1498 – 1549                                                     |                                                  |
| Pühler Kristóf       | 1500 k. – 1583                                                  | geodéta                                          |
| Dudith András        | 1533 – 1589                                                     |                                                  |
| Frőlich Dávid        | 1600 – 1648                                                     |                                                  |
| Hübner Izrael        | 1619 – 1668                                                     | szászországi                                     |
| Szentiványi Márton   | 1633. október 20. – 1705. március 5.                            |                                                  |
| Mikoviny Sámuel      | 1698 – 1750. március 26.                                        | geodéta, térképész                               |
| Kéri Borgia Ferenc   | 1702. október 10. – 1768. december 1.                           |                                                  |
| Maróthi György       | 1715. június 18. – 1744. október 16.                            |                                                  |
| Hell Miksa           | 1720. május 15., Selmecbánya – 1792. április 18.                |                                                  |
| Sajnovics János      | 1733. május 12. – 1785. május 12.                               |                                                  |
| Taucher Ferenc       | 1738. július 16. – 1820. október 20.                            |                                                  |
| Madarassy János      | 1741. október 28. – 1814. április 18.                           |                                                  |
| Bruna Xaver Ferenc   | 1745. szeptember 14. – 1817. november 30.                       |                                                  |
| Mártonffy Antal      | 1750 k. – 1799. november 19.                                    |                                                  |
| Kmeth Dániel         | 1783. június 5. – 1825. június 30.                              |                                                  |
| Pasquich János       | 1754 – 1829                                                     |                                                  |
| Zách János Ferenc    | 1754. június 2. – 1832. szeptember 2.                           | Neve ismert Zach Ferenc Xavér alakban is         |
| Tittel Pál           | 1784. június 28. – 1831. augusztus 26.                          |                                                  |
| Mayer-Lambert Ferenc | 1795. szeptember 26. – 1865. október 7.                         |                                                  |
| Nagy Károly          | 1797. december 6., Révkomárom – 1868. március 2., Párizs        | matematikus, csillagász                          |
| Petzval Ottó         | 1809. január 6. – 1883. október 28.                             |                                                  |
| Haynald Lajos        | 1816 – 1891                                                     |                                                  |
| Kondor Gusztáv       | 1825. augusztus 7. – 1897. szeptember 17.                       |                                                  |
| Konkoly Thege Miklós | 1842. január 20. – 1916. február 16.                            |                                                  |
| Heller Ágost         | 1843 – 1902                                                     |                                                  |
| Fényi Gyula          | 1845, Debrecen – 1927                                           | jezsuita szerzetes                               |
| Weinek László        | 1848. február 13. – 1913. november 14.                          |                                                  |
| Gothard Jenő         | 1857 – 1909                                                     |                                                  |
| Mahler Ede           | 1857. szeptember 28. – 1945. június 29.                         |                                                  |
| Kövesligethy Radó    | 1862. január 20. – 1934. október 11.                            |                                                  |
| Harkányi Béla        | 1869 – 1932                                                     |                                                  |
| Mikola Sándor        | 1871. április 16. – 1945. október 1.                            |                                                  |
| Wodetzky József      | 1872. március 15. – 1956. március 18.                           |                                                  |
| Tass Antal           | 1876. április 14. – 1937. június 17.                            |                                                  |
| Terkán Lajos         | 1877. április 26., Székesfehérvár – 1940. március 29., Budapest |                                                  |
| Zemplén Győző        | 1879. október 17. – 1916. július 29.                            |                                                  |
| Fejér Lipót          | 1880 – 1959                                                     |                                                  |
| Ortvay Rudolf        | 1885. január 1. – 1945. január 2.                               |                                                  |
| Jelitai József       | 1889. december 5. – 1944. október 2.                            |                                                  |
| Lánczos Kornél       | 1893. február 2. – 1974. június 24.                             |                                                  |
| Lassovszky Károly    | 1897. március 23. – 1961. december 20.                          |                                                  |
| Kelényi B. Ottó      | 1897. február 25. – 1994                                        |                                                  |
| Móra Károly          | 1899. szeptember 30. – 1938. március 29.                        |                                                  |
| Barnóthy Jenő        | 1904. október 28. – 1996. október 11.                           | magyar származású amerikai                       |
| Kulin György         | 1905. január 28. – 1989. április 22.                            |                                                  |
| Detre László         | 1906 – 1974                                                     | változócsillagászat                              |
| Róka Gedeon          | 1906. május 7. – 1974. október 5.                               | ismeretterjesztő                                 |
| Földes István        | 1908 – 1977                                                     |                                                  |
| Jánossy Lajos        | 1912. március 2. – 1978. március 2.                             | fizikus, asztrofizikus                           |
| Guman István         | 1919. október 22. – 2019. december 10.                          | csillagász                                       |
| Izsák Imre Gyula     | 1929. február 21., Zalaegerszeg – 1965. április 21., Párizs     | égi mechanikus, csillagász, matematikus, fizikus |
| Marik Miklós         | 1936. május 28. – 1998. június 23.                              | napfizikus                                       |
| Kolbenheyer Tibor    | 1917. szeptember 12., Rimaszombat – 1993. március 9., Kassa     | csillagász, geofizikus                           |
| Almár Iván           | 1932. április 21. –                                             | csillagász, űrkutató                             |
| Illés Erzsébet       | 1936. –                                                         | űrkutató csillagász, planetológus                |
| Balázs Lajos         | 1941. –                                                         |                                                  |

### Nevesebb külföldi csillagászok (születési időrendben)
| Név                              | Származás, megjegyzés              | Él(t)                             |
| -------------------------------- | ---------------------------------- | --------------------------------- |
| Anaximandrosz                    | görög                              | i. e. 611 – i. e. 546             |
| Anaxagorasz                      | görög                              | i. e. 500 körül – i. e. 428       |
| Kidinnu                          | Babilon                            | i. e. 400 körül – i. e. 310       |
| Arisztillosz                     | i. e. 3. század                    | kb. 280                           |
| Rodoszi Attalosz                 | görög                              | i. e. 2. század                   |
| Eratoszthenész Pentatlosz        | Alexandria                         | i. e. 276 – i. e. 194             |
| Apollóniosz                      | görög                              | i. e. 260 körül – i. e. 190       |
| Hipparkhosz                      | görög                              | i. e. 160 körül - i. e. 125 körül |
| Agrippa                          | görög                              | ? – 92 után                       |
| Ptolemaiosz                      | Alexandria                         | kb. 85 – 165                      |
| Kopernikusz                      | lengyel                            | 1473 – 1543                       |
| Peter Apian (Petrus Apianus)     | német                              | 1495 – 1552                       |
| Tycho Brahe                      | dán                                | 1546 – 1601                       |
| Sophie Brahe                     | dán                                | 1559 – 1643                       |
| Galileo Galilei                  | olasz                              | 1564 – 1642                       |
| Johannes Kepler                  | német                              | 1571 – 1630                       |
| Simon Marius                     | német                              | 1573 – 1624                       |
| Isaac Newton                     | angol                              | 1643 – 1727                       |
| Giovanni Domenico Cassini        | francia                            | 1625 – 1712                       |
| Edmond Halley                    | angol                              | 1656 – 1742                       |
| Charles Messier                  | francia                            | 1730 – 1817                       |
| Jérôme Lalande                   | francia                            | 1732 – 1807                       |
| Jesse Ramsden                    | angol, csillagászati műszerkészítő | 1735 – 1800                       |
| Joseph-Louis Lagrange            | francia                            | 1736 – 1813                       |
| William Herschel                 | angol                              | 1738 – 1822                       |
| Caroline Herschel                | angol                              | 1750 – 1848                       |
| Heinrich Wilhelm Olbers          | német                              | 1758 – 1840                       |
| Carl Friedrich Gauss             | német                              | 1777 – 1855                       |
| Friedrich von Struve             | oroszországi német                 | 1793 – 1864                       |
| John Herschel                    | angol                              | 1792 – 1871                       |
| Friedrich Argelander             | német                              | 1799 – 1875                       |
| Lord Rosse, William Parsons      | angol                              | 1800 – 1867                       |
| Daniel Kirkwood                  |                                    | 1814 – 1895                       |
| Anders Jonas Ångström            | svéd                               | 1814 – 1874                       |
| Johannes Franz Hartmann          | német                              | 1865 – 1936                       |
| Eugéne Antoniadi                 | görög, francia                     | 1870 – 1944                       |
| Ejnar Hertzsprung                | holland                            | 1873 – 1967                       |
| Karl Schwarzschild               | német                              | 1873 – 1916                       |
| Henry Norris Russell             | USA                                | 1877 – 1957                       |
| Milan Rastislav Štefánik         | francia - szlovák                  | 1880 – 1919                       |
| Tadeusz Banachiewicz             | lengyel                            | 1882 – 1954                       |
| Edwin Hubble                     | amerikai                           | 1889 – 1953                       |
| Edward Victor Appleton           | angol                              | 1892 – 1965                       |
| Dimitrij Dimitrijevics Makszutov | orosz                              | 1896 – 1964                       |
| Otto Struve                      | orosz, amerikai                    | 1897 – 1963                       |
| Gerard Kuiper                    | holland, USA                       | 1905 – 1973                       |
| Clyde Tombaugh                   | USA                                | 1906 – 1997                       |
| Fred Lawrence Whipple            | USA                                | 1906 – 2004                       |
| Viktor Hambarcumján              | örmény                             | 1908 – 1996                       |
| Nyikolaj Alekszandrovics Kozirev | orosz                              | 1908 – 1983                       |
| Subrahmanyan Chandrasekhar       | indiai, amerikai                   | 1910 – 1995                       |
| Karl von Weizsäcker              | német                              | 1912 – 2007                       |
| James Van Allen                  | amerikai                           | 1914 – 2006                       |
| George O. Abell                  | amerikai                           | 1927 – 1983                       |
| Maarten Schmidt                  | amerikai                           | 1929 – 2022                       |
| Nyikolaj Szemjonovics Kardasov   | orosz                              | 1932 – 2019                       |
| Carl Sagan                       | amerikai                           | 1934 – 1996                       |

Lásd még a Csillagászok kategóriát.